# Smallworld
Smallworld er navnet på en serie geografiske informationssystemer (GIS-software), der udbydes af GE Energy, en division af General Electric. Softwaren blev oprindeligt udviklet af firmaet Smallworld, der blev dannet i 1989 i Cambridge, England, af en gruppe personer med Dick Newell i spidsen. Smallworld voksede, til det blev førende på verdensplan inden for GIS i apparater og kommunikation og har beholdt denne position til nu. Smallworld blev købt op af GE Energy i 2000.
Smallworld udbyder et bredt sortiment af software inden for GIS samt kapitalforvaltning. Deres software er baseret på tre teknologier: Det objektorienterede programmeringssprog Magik, opfundet hos Smallworld i 1989, den ligeledes selvopfundne databaseteknologi Version Managed Data Store samt Java Enterprise Edition til arkitekturen i web services og web mapping.